# Ростальный, Александр Афанасьевич
Роста́льный Алекса́ндр Афана́сьевич (10 марта 1926, Рейментаровка, Конотопский округ — 6 октября 1972, Кривой Рог, Днепропетровская область) — советский шахтёр, бригадир горнопроходческой бригады, передовик производства в железорудной промышленности, Герой Социалистического Труда (1960).

## Биография
Родился 10 марта 1926 года в селе Рейментаровка (ныне — Корюковский район, Черниговская область).
В 1948 году начал работать подземным бетонщиком, а с 1950 года — бригадиром горнопроходческой бригады ОКСа шахты «Гигант» рудоуправления имени Ф. Э. Дзержинского.
Александр Ростальный был инициатором соревнования за звание бригад и ударников коммунистического труда в Кривбассе. Бригада Ростального не раз устанавливала рекорды скоростного прохождения горных выработок. Так, например, в 1960 году прошла за месяц 421,8 погонных метра квершлага сечением 11,4 м², а в 1967 году — 628 метров штрека сечением 12,6 м².
В 1958 году вступил в КПСС. Был участником ноябрьского Пленума ЦК КПСС 1962 года.
Умер 6 октября 1972 года в Кривом Роге, где и похоронен на Центральном кладбище.

## Награды
- 1960 — Герой Социалистического Труда — указом Президиума Верховного Совета СССР от 28 мая 1960 года за выдающиеся производственные успехи и проявленную инициативу в организации соревнования за звание бригад и ударников коммунистического труда, с вручением ордена Ленина и золотой медали «Серп и Молот».

## Память
- Имя на Стеле Героев в Кривом Роге.